# Калиниченко, Семён Зиновьевич
Семён Зиновьевич Калиниченко (17 [30] сентября 1915, Призовое, Екатеринославская губерния — 8 мая 1996, Москва) — Герой Советского Союза (1945), подполковник (1955), военный штурман 1-го класса (1957).

## Биография
Родился 17 (30) сентября 1915 года на хуторе Призов Юрьевской волости Павлоградского уезда Екатеринославской губернии (ныне село Призовое ныне Юрьевского района Днепропетровской области, Украина).
В 1932 году окончил 7 классов школы в городе Павлоград (Днепропетровская область), в 1935 году — 3 курса Харьковского геодезического рабфака, в 1936 году — 1 курс Харьковского института железнодорожного транспорта.
В армии с августа 1936 года. До июля 1939 года обучался в Чугуевской военной авиационной школе лётчиков, в 1940 году окончил Краснодарское военное авиационное училище лётчиков и лётчиков-наблюдателей. Служил в ВВС младшим лётчиком-наблюдателем и стрелком-бомбардиром в бомбардировочных авиаполках (в Орловском и Закавказском военных округах).
В августе 1941 года в должности стрелка-бомбардира 6-го дальнебомбардировочного авиационного полка участвовал во вводе советских войск в Иран.
Участник Великой Отечественной войны: в декабре 1941 — феврале 1943 — штурман экипажа и штурман звена 6-го дальнебомбардировочного авиационного полка. Воевал на Крымском, Северо-Кавказском и Закавказском фронтах. Участвовал в обороне Крыма и битве за Кавказ. В декабре 1942 года был ранен в левую ногу.
В феврале 1943 — мае 1945 — штурман звена, штурман авиаэскадрильи и штурман 367-го бомбардировочного авиационного полка. Воевал на Северо-Кавказском, 2-м Прибалтийском, Ленинградском и 1-м Белорусском фронтах. Участвовал в Краснодарской, Новороссийско-Таманской и Рижской операциях, блокаде курляндской группировки и Берлинской операции.
За время войны совершил 250 боевых вылетов (198 — на бомбардировщике Ил-4 и 52 — на бомбардировщике Пе-2) для нанесения ударов по живой силе и технике противника.
За мужество и героизм, проявленные в боях, указом Президиума Верховного Совета СССР от 18 августа 1945 года капитану Калиниченко Семёну Зиновьевичу присвоено звание Героя Советского Союза с вручением ордена Ленина и медали «Золотая Звезда».
После войны продолжал службу в ВВС штурманом бомбардировочного авиаполка (в Тбилисском военном округе). В 1949 году окончил Краснодарскую высшую офицерскую школу штурманов ВВС. Служил штурманом отдельного разведывательного авиаполка (в Белорусском военном округе). С февраля 1958 года подполковник С. З. Калиниченко — в запасе.
В 1960—1962 годах работал экскурсоводом павильона «Транспорт СССР» на ВДНХ, в 1962—1980 — начальник отдела кадров и помощник директора по кадрам издательства «Лёгкая индустрия».
Жил в Москве. Умер 8 мая 1996 года. Похоронен на Хованском кладбище в Москве.

## Награды
- Медаль «Золотая Звезда» (18.08.1945);
- Орден Ленина (18.08.1945);
- Трижды орден Красного Знамени (27.10.1942; 5.11.1944; 30.12.1956);
- Трижды орден Отечественной войны 1-й степени (25.04.1943; 31.07.1945; 11.03.1985);
- Дважды орден Красной Звезды (13.06.1952; 195…);
- Медаль «За боевые заслуги» (1946);
- другие медали СССР.